# Unionismo en el Reino Unido

El Reino Unido está compuesto de cuatro naciones constitutivas: Inglaterra, Gales, Irlanda del Norte y Escocia.

El unionismo en el Reino Unido, también referido a veces como unionismo británico, es una ideología política que aboga por la unidad política de Inglaterra, Gales, Escocia e Irlanda del Norte como un solo Estado soberano, el Reino Unido de Gran Bretaña e Irlanda del Norte. Quienes apoyan dicha unión son llamados "unionistas" (unionists, en inglés).

## Antecedentes
Durante la guerra de Independencia de los Estados Unidos en la segunda mitad del siglo XVIII, se enfrentaron los lealistas británicos y los rebeldes coloniales. Ninguno de los lealistas deseaba la separación, ni siquiera una mayoría entre los rebeldes necesariamente deseaba separarse del Reino Unido de Gran Bretaña. 
Más tarde, a finales del siglo XIX, el unionismo irlandés era en general un movimiento reaccionario provocado por la intensificación del nacionalismo irlandés. La mayor parte de Irlanda se separó del Reino Unido en 1920 mientras que el norte de la isla, que se mantuvo en el Reino Unido, las polarizadas ideologías de republicanos y lealistas han provocado en la zona varios episodios de conflictos violentos durante décadas, conocidos popularmente como los Troubles. 
A partir de finales del siglo XX, visiones que ponen en cuestión el unionismo y el nacionalismo británico se han convertido en un tema de gran relevancia en lugares como Escocia y Gales. 
La victoria del Partido Nacional Escocés en las elecciones de 2011 propició la celebración de un referéndum de independencia escocés el 18 de septiembre de 2014: la mayoría de los votantes apostó por mantener Escocia dentro del Reino Unido con un 55,3% de los sufragios, mientras que un 44,7% votó a favor de constituir Escocia como un Estado independiente. 

## Creación de la unión
El Reino de Gran Bretaña se formó el 1 de mayo de 1707 a partir de la Acta de Unión. Los parlamentos del Reino de Inglaterra (que entonces integraba Inglaterra y Gales) y del Reino de Escocia formalizaron la unión política en un acto simultáneo celebrado en ambas cámaras. La nueva unión tendría el nombre de Reino de Gran Bretaña. Este acontecimiento fue el resultado del Tratado de Unión, un documento aprobado el 22 de julio de 1706.
El Acta creó un solo Parlamento de Gran Bretaña en Westminster, así como una aduana y una unión monetaria. Aun así, el Reino de Inglaterra y Escocia mantuvieron sus propias jurisdicciones legales separadas.
Años más tarde, el Acta de Unión de 1800 formalizó la unión del Reino de Gran Bretaña con el Reino de Irlanda, con base similar a como el Reino de Inglaterra y el de Escocia se habían unido décadas antes. El resultado fue la creación del Reino Unido de Gran Bretaña e Irlanda.
En Irlanda, una campaña política y social de rechazo a la unión comenzó inmediatamente. Una serie de esfuerzos a fines del siglo XIX y principios del siglo XX para establecer el gobierno local para Irlanda dentro de la unión no tuvo éxito y, después de la guerra angloirlandesa y el posterior tratado angloirlandés de 1922, la mayor parte de Irlanda abandonó la unión como el Estado Libre Irlandés. Irlanda del Norte se mantuvo en la Unión y a partir de entonces el Reino Unido fue conocido formalmente como Reino Unido de Gran Bretaña e Irlanda del Norte en 1927 (ver: Partición de Irlanda).
Con anterioridad a la creación del Reino Unido de Gran Bretaña e Irlanda, los tres reinos habían estado unidos a través de una unión personal monárquica. Cuándo Jacobo VI de Escocia sucedió a su prima Isabel I de Inglaterra como rey de Inglaterra, las coronas de Inglaterra, Irlanda y Escocia estuvieron unidas.
Antes incluso de esta unión, las coronas de Inglaterra e Irlanda habían estado unidas a través de la creación del Reino de Irlanda bajo el Acta de la Corona de Irlanda de 1542. Desde el siglo XII, el rey de Inglaterra había actuado como Señor de Irlanda, bajo señorío papal. Esta acta creó el título de Rey de Irlanda para Enrique VIII de Inglaterra y sus sucesores, suprimiendo la función del Papa como señor supremo de Irlanda.

## Apoyo a la unión
El apoyo social a la unión de Gran Bretaña e Irlanda del Norte es históricamente más elevado en Inglaterra y más bajo en Irlanda, Escocia y Gales, regiones que cuentan con presencia de importantes minorías anti-unión. 
Hoy en día, las encuestas muestran que una mayoría de la población de las cuatro naciones constitutivas apoyan mantener el actual estado unido. Esto es a pesar del aumento del sentimiento independentista en Escocia y, en menor medida, en Gales, en dónde partidos políticos independentistas y nacionalistas han formado o forman parte del gobierno propio de dichas naciones constitutivas. 
Cabe señalar que el electorado de Irlanda del Norte, Escocia y Gales es más proclive a votar partidos nacionalistas para las elecciones locales o regionales, mientras que para las elecciones generales domina el apoyo a la unión. En Inglaterra, los partidos nacionalistas ingleses nunca han conseguido ganar un asiento en el Parlamento. 
El apoyo a la unión del Reino Unido bajó considerablemente entre la población en el año 2014 ante las perspectivas del referéndum sobre la independencia de Escocia. El resultado final de la votación fue la victoria del no a la independencia por un 55,3%. Las encuestas mostraron que el 70% de los ingleses y el 83% de los galeses se oponían a la independencia escocesa.
El referéndum escocés incitó un aumento de la actividad política en el Reino Unido. Algunas celebridades, figuras políticas y dirigentes empresariales enviaron cartas abiertas a los medios de comunicación nacionales apoyando la Unión y oponiéndose a independencia escocesa, mientras que grandes manifestaciones a favor de la unión se celebraron en varias ciudades británicas, incluyendo demostraciones en la Trafalgar Square.
A principios de siglo XXI, en Irlanda del Norte, el apoyo para la Unión había aumentado desde el fin del conflicto de Irlanda del Norte, especialmente dentro de la población católica. En parte, esto ha sido provocado como resultado de una menor asociación entre la población de la unión con políticas e ideologías extremistas, después del Acuerdo de Viernes Santo. Sin embargo, esta tendencia cambió tras el resultado del referéndum sobre la pertenencia del Reino Unido a la Unión Europea (Brexit) en 2016, puesto que la mayoría de los norirlandeses, al igual que los escoceses, están a favor de permanecer en la Unión Europea. La salida del Reino Unido conlleva a diferentes problemas y situaciones para la población de Irlanda del Norte, la frontera y el libre movimiento de personas y bienes podría verse afectado en un futuro, así como también el aumento considerable de la población católica y la juventud cuyas ideas son en su inmensa mayoría proeuropeas y de ideas republicanas, lo que ha hecho que la propuesta de una reunificación irlandesa sea una solución cada vez más posible y contemplada por muchos.